# Jeff Berry
Jeff Berry (n. 1953 – d. 31 mai 2013, Illinois, SUA) a fost liderul organizației Ku Klux Klan din Newville, Indiana, condamnat la șapte ani de închisoare pe 4 decembrie 2001, după ce a sechestrat în urmă cu 2 ani o echipă de reporteri în propria locuință.
În cadrul unui interviu, Berry s-a descris ca fiind „liderul național al Klanului”. Într-o lucrare redactată de fostul său asistent și fost membru al KKK, Brad Thompson, fracțiunea lui Berry era caracterizată drept o schemă piramidală. Berry a părăsit organizația la șase luni după producerea unui documentar despre rasism alături de fotograful danez Jacob Holdt. Acesta a început să fie asaltat de alți membri KKK, printre care și fiul său, care considerau că și-a trădat rasa. În urma atacurilor, Berry și-a pierdut vederea și a rămas invalid.

## Moartea
Pe 7 iunie 2013, organizația Southern Poverty Law Center a declarat că Berry a încetat din viață pe 31 mai 2013, într-un spital din Comitatul Cook, Illinois. Acesta suferea de cancer pulmonar.

## Cărți
- Thompson, Brad and Worth Weller. Under The Hood: Unmasking the Modern Ku Klux Klan ISBN: 978-0-9668231-0-3.